# Emma tricellata
Emma tricellata är en mossdjursart som beskrevs av Busk 1852. Emma tricellata ingår i släktet Emma och familjen Candidae. Inga underarter finns listade i Catalogue of Life.